# Gouvernement Tindemans II
Pour les articles homonymes, voir Gouvernement Tindemans.
Royaume de Belgique
Tindemans I Tindemans III
Le gouvernement Tindemans II était une coalition de sociaux-chrétiens et de libéraux et du Rassemblement wallon en fonction du 11 juin 1974 au 7 mars 1977. Elle compte 27 ministres et 8 secrétaires d'État.
Malgré le changement de coalition, certaines sources considèrent toujours ce gouvernement comme le gouvernement Tindemans I.
Il s'agit du seul gouvernement auquel participe le Rassemblement wallon. 

## Composition
| Fonction | Titulaire | Titulaire                                                         | Parti |
| --- | --------- | ----------------------------------------------------------------- | ----- |
| Premier ministre |           | Leo Tindemans                                                     | CVP   |
| Ministre de la Défense nationale et des affaires bruxelloises                                                                                    |           | Paul Vanden Boeynants                                             | PSC   |
| Ministre des Finances |           | Willy De Clercq                                                   | PVV   |
| Ministre des Affaires étrangères et de la coopération au développement                                                                           |           | Renaat Van Elslande                                               | CVP   |
| Ministre de la Santé publique et de la Famille                                                                                                   |           | Jos De Saeger                                                     | CVP   |
| Ministre de la Prévoyance sociale |           | Placide De Paepe remplacé le 16.10.76 par:Luc Dhoore              | CVP   |
| Ministre de la Justice |           | Herman Vanderpoorten                                              | PVV   |
| Ministre du Commerce extérieur |           | Michel Toussaint remplacé le 8.12.76 par:                         | PLP   |
| Ministre sans portefeuille |           | Étienne Knoops                                                    | RW    |
| Ministre de l'Emploi, du Travail et des Affaires wallonnes, aménagement du territoire et Logement                                                |           | Alfred Califice                                                   | PSC   |
| Ministre de l'Agriculture |           | Albert Lavens                                                     | CVP   |
| Ministre de la Culture française ajouté le 4.10.74:Secrétariat d'État au Logement (Bruxelles)                                                    |           | Jean-Pierre Grafé remplacé le 4.10.74 par: Henri-François Van Aal | PSC   |
| Ministre des Communications |           | Jos Chabert                                                       | CVP   |
| Ministre des Classes moyennes s'ajoute le 4.10.74:Secrétariat d'État aux Forêts, à la Chasse et à la Pêche (affaires wallonnes)                  |           | Louis Olivier à partir du 31.7.76:Léon Hannotte                   | PLP   |
| Ministre de l'Éducation nationale |           | Antoine Humblet                                                   | PSC   |
| Ministre des Travaux publics |           | Jean Defraigne à partir du 31.7.76:Louis Olivier                  | PLP   |
| Ministre des Affaires économiques |           | André Oleffe à partir du 23.8.75:Fernand Herman                   | PSC   |
| à partir du 8.12.76: Ministre adjoint au ministre des affaires économiques                                                                       |           | Pierre Bertrand                                                   | RW    |
| Ministre de la Culture néerlandaise et des Affaires flamandes                                                                                    |           | Rika De Backer-Van Ocken                                          | CVP   |
| Ministre de l'Éducation nationale |           | Herman De Croo                                                    | PVV   |
| Ministre de la Réforme des Institutions |           | Robert Vandekerckhove                                             | CVP   |
| Ministre de la Réforme des Institutions |           | François Perin remplacé le 8.12.76 par:                           | RW    |
| Ministre sans portefeuille |           | Michel Toussaint                                                  | PLP   |
| Ministre de l'Intérieur |           | Joseph Michel                                                     | PSC   |
| à partir du 8.12.76:Ministre de la Fonction publique                                                                                             |           | André Kempinaire                                                  | PVV   |
| à partir du 8.12.76:Ministre du Budget et de la Politique scientifique                                                                           |           | Gaston Geens                                                      | CVP   |
| à partir du 8.12.76:Ministre des Pensions |           | Robert Moreau                                                     | RW    |
| Secrétaire d'État à l'Économie régionale, à l'Aménagement du Territoire et au Logement à partir du 4.10.74:(affaires flamandes) jusqu'au 8.12.76 |           | Luc Dhoore remplacé le 16.10.76 par: Mark Eyskens                 | CVP   |
| Secrétaire d'État à la Fonction publique jusqu'au 8.12.76                                                                                        |           | Louis D'Haeseleer remplacé le 16.10.76 par: André Kempinaire      | PVV   |
| Secrétaire d'État à l'Environnement, puis (4.10.74): aux Forêts, à la Chasse et à la Pêche (affaires flamandes)                                  |           | Karel Poma                                                        | PVV   |
| Secrétaire d'État au Budget et à la Politique scientifique jusqu'au 8.12.76                                                                      |           | Gaston Geens                                                      | CVP   |
| Secrétaire d'État adjoint au ministre des affaires économiques jusqu'au 8.12.76                                                                  |           | Étienne Knoops                                                    | RW    |
| Secrétaire d'État adjoint à l'Économie régionale à partir du 4.10.74:(affaires wallonnes) jusqu'au 8.12.76                                       |           | Jean Gol                                                          | RW    |
| à partir du 4.10.74: Secrétaire d'État aux affaires sociales (affaires wallonnes) jusqu'au 8.12.76                                               |           | Robert Moreau                                                     | RW    |
| à partir du 4.10.74: Secrétaire d'État adjoint à l'Économie régionale (affaires bruxelloises) jusqu'au 8.12.76                                   |           | August De Winter                                                  | PVV   |